# 1980 SG
1980 SG är en asteroid i huvudbältet som upptäcktes den 16 september 1980 av den tjeckiske astronomen Zdeňka Vávrová vid Kleť-observatoriet.